# مانويل غوميز غونزاليس
مانويل غوميز غونزاليس (بالإسبانية: Manuel Gómez González) هو قسيس إسباني، ولد في 29 مايو 1877 في أس نيفيس في إسبانيا، وتوفي في 21 مايو 1924.